# 王沁芳
王沁芳（1983年7月5日—）是臺灣女子柔道運動員，曾代表參台灣參加2008年北京奧運63公斤級賽事。於2007年夏季世界大學生運動會奪得銀牌，2009年夏季世界大學生運動會柔道女子63公斤級賽奪得金牌。也各在亞洲柔道錦標賽和亞洲運動會贏得兩面獎牌。在2010年亞運後宣布退休。

## 外部連結
- 王沁芳在国际奥林匹克委员会的资料
- Profile – Judo Inside （页面存档备份，存于）
- NBC Olympics Profile